# エクソンバルディーズ号原油流出事故
エクソンバルディーズ号原油流出事故（エクソンバルディーズごうげんゆりゅうしゅつじこ、Exxon Valdez oil spill）は原油タンカーエクソン・ヴァルディーズが座礁により積荷の原油を流出させた事故。この事故はこれまで海上で発生した人為的環境破壊のうち最大級のものとみなされている。現場はプリンスウィリアム湾の遠隔地（交通手段はヘリコプターと船のみ）ゆえ、政府も企業側も対応が困難であり既存の災害復旧対策案は大幅な見直しを迫られた。この地域はサケ・ラッコ・アザラシ・海鳥の生息地である。

## 事故の経緯

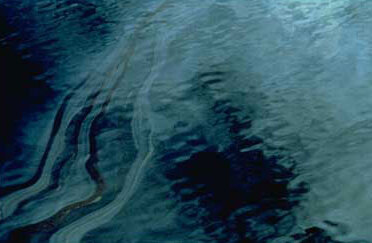
流出事故後数日目、写真のような分厚い原油の層がプリンス･ウィリアム湾一帯を覆った。

エクソン・ヴァルディーズはアラスカ州のバルディーズ石油ターミナルを1989年3月23日午後9時12分に出発し、5300万ガロンの原油を積んでカリフォルニア州に向かった。水先案内人はバルディーズ海峡を誘導したのち操縦をバルディーズ号船長と交代して下船した。船は航路の氷山を避けながら進んだ。午後11時過ぎに船長は操舵室を離れるさい、三等航海士に操舵の責任を託し、甲板手に事前に打ち合わせた地点で航路に戻るよう指示した。そして事故当時は執務室にいた。しかしエクソン・ヴァルディーズは航路に戻ることができず、1989年3月24日午前0時4分頃にBligh Reef（暗礁）に乗り上げた。この事故でおよそ積載量の20%にあたる1100万ガロン（24万バレル）の原油がプリンスウィリアム湾に流出した。
事故原因を調査した運輸安全委員会は、座礁を引き起こした要因を次の4つに絞った。
1. 三等航海士が正しく操舵しなかった。当時船は自動操縦装置が作動していた。
2. 船長が航路の目視確認を怠った。 アルコールによる判断力欠如とみられる。
3. Exxon Shipping Companyは船長を監督する責任を果たさず、休養十分の適切な人員を配置しなかった。
4. 沿岸警備隊が有効な船舶交通システムを提供できなかった。

委員会は事情聴取のためエクソン社に対し乗組員の就業パターンの変更などを次々要求した。

## 流出した原油の量

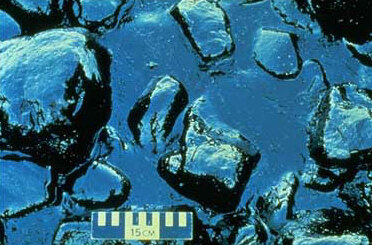
船が座礁したのち3日間嵐が吹き荒れたため、大量の原油がナイト諸島の各地の岩浜に打ち寄せた。この写真では、原油が岩の間に溜まっているのがわかる。

事故調査報告書によると、このタンカーは事故当時5309万4510ガロンの原油を積載していたが、そのうち1080万ガロンが流出した。この数字は流出量の推定値として合意を得たもので、アラスカ州のエクソン・ヴァルディーズ原油流出信託評議会、海洋大気庁、さらにグリーンピースやシエラクラブなどの環境団体も了承済みである。
一方、Defenders of Wildlifeなど複数のグループは公式発表は流出量を過少に報告していると異議を唱えたが、その理由は海水中で微粒子化してしまった原油は計算に入っていない筈だからだ、というものである。

## 原油除去の方法

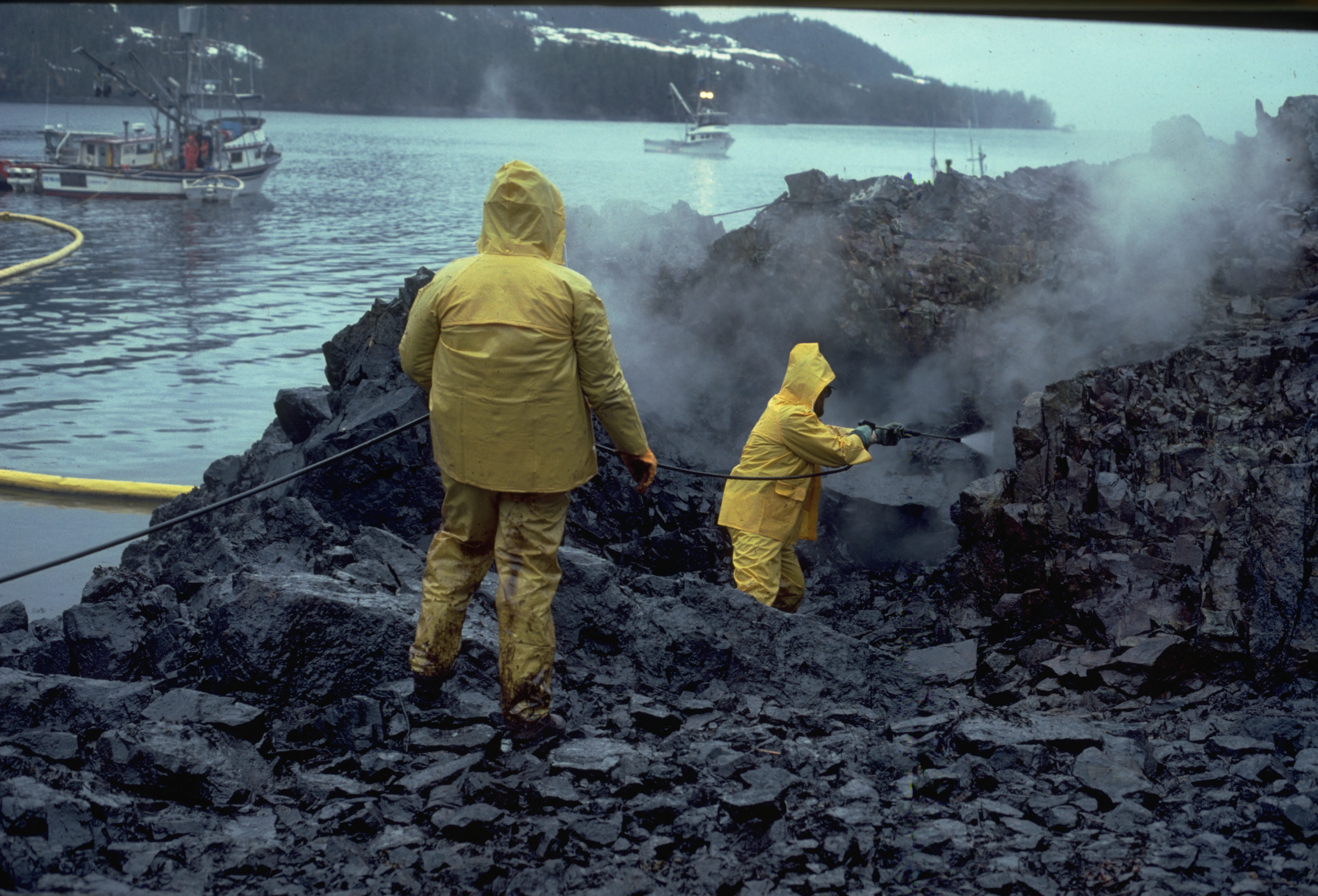
油まみれの海岸線を高圧の熱水で清掃中の作業者。

まず微生物による原油の分解を試したがあまり効果がなく、次に耐火性のブームを使い辺地で試験的に原油を焼却してみたところ比較的良好な結果が得られた。しかし好天に恵まれずこの除去作業期間中に再度焼却が行われることはなかった。ブームとオイルスキマーを使った除去作業が程なく始まったが、事故後24時間はオイルスキマーを調達できず、厚い油層とケルプ（大型海草の一種）が装置を詰まらせがちであった。ある民間会社は3月24日に化学的分散剤をヘリコプターで散布した。しかし現場では波が小さく海中の原油と分散剤がよく混ざり合わず、分散剤は以後使用されなかった。
その後分散剤には原油そのものより悪影響があると見方が変わった。10万分の1の濃度の洗剤が海の哺乳類や植物の体内で濃縮されると急性の毒性を発揮するが、実際に散布域の潮間帯に張り付く大量のフジツボやカサガイなどが死滅した。
エクソン社は原油除去対応の鈍さを各方面から非難され、バルディーズ市長のJohn Devensは同社の危機対応のまずさに失望したと述べた。政府も沿岸警備隊の出動で対応したが、エクソン社の前には過去の流出事故以上に費用も計画も忍耐も必要な原油除去作業が山積していた。1万1000人以上のアラスカの住民がエクソン社の従業員とともに汚染地域全域で環境回復のための作業に携わった。流出した原油の問題はいまだにこの地域が抱える問題であり続けている。

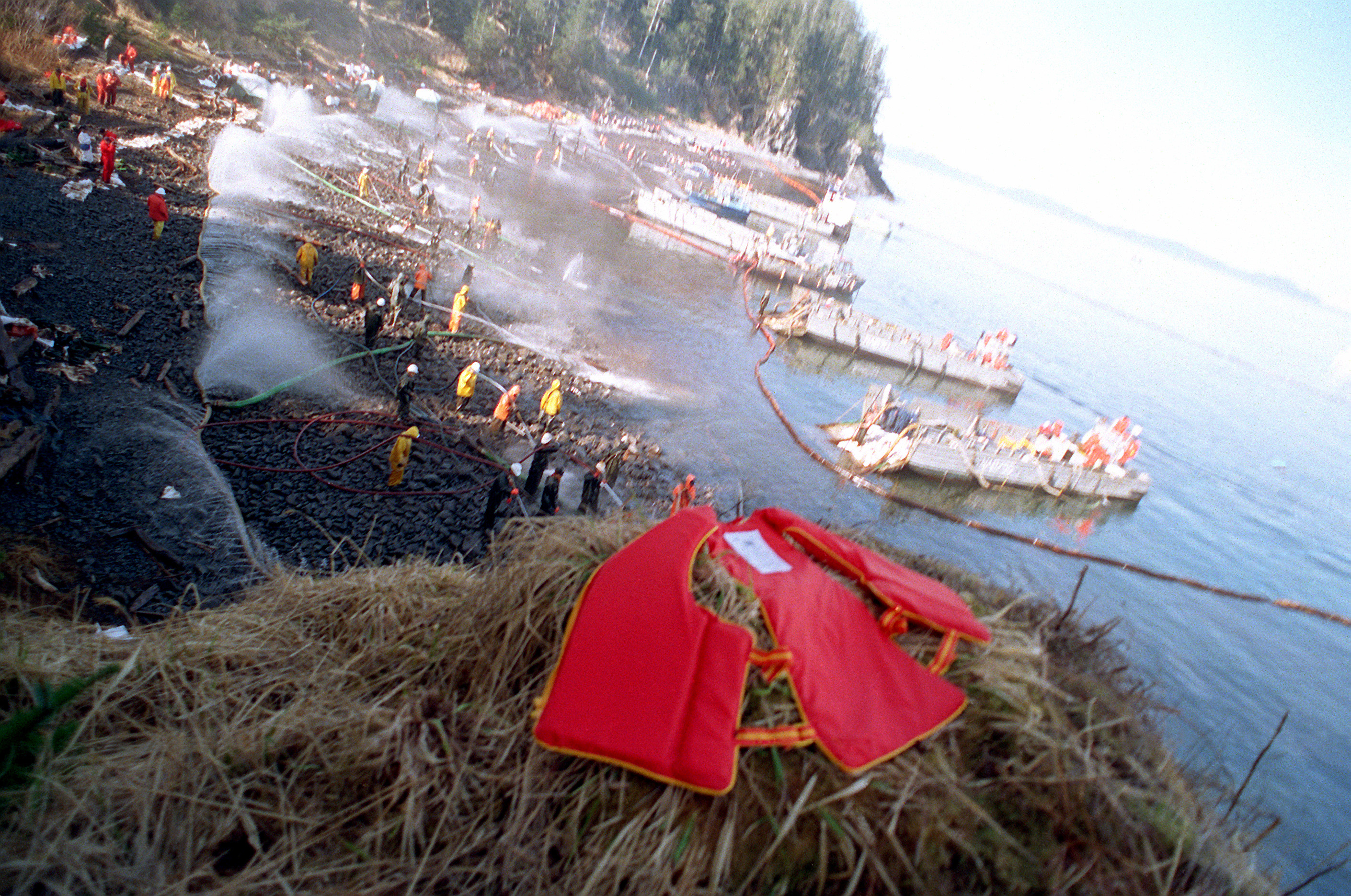
流出した油の除去作業

原油が溜まったプリンス・ウィリアム湾は岩の多い入り江が多かったので、原油で汚れた岩を高圧の熱水で洗浄することに決まった。しかし岩に生息する微生物も吹き飛ばしてしまい生物の食物連鎖の一部が断たれたためこの一帯は不毛の地と化した。石油会社との利害関係がないアメリカ人専門家の間では今日、原油は徐々に分解するのを待ってそこに放置されるべきだったという考えが発生している。しかし当時は科学的助言も一般社会からの圧力も徹底的除去一色だった。
エクソン社はのちに『学生向けビデオテープ』というシールを貼った『科学者とアラスカの原油流出事故』というビデオテープを各学校に配布したが、その中の除去作業の報告は歪曲しているという。アラスカ州の資金援助によるいくつかの調査によれば、流出事故は長期と短期の経済的打撃をもたらすとしている。その中には、余暇やスポーツとしての釣りの棚上げ、観光客の減少、またエコノミストが『存在価値』とよぶ太古の自然を残すプリンス・ウィリアム湾の社会的価値の損失がある。
動物相はいまだに災害からの回復過程にある。

## 訴訟
このBaker vs. Exxonの事例で1994年にアンカレッジの地裁判事は、物的損害賠償に対し2億8700万ドル、懲罰的損害賠償に対し50億ドルの判決を下した。懲罰的損害賠償の金額は当時のエクソン社の単年度の利益額を基準算出したものである。エクソン社はこの判決を不服として第9巡回区連邦控訴裁判所に控訴し、一審のRussel Holland判事に懲罰的損害賠償の減額を求めた。2002年12月6日、同判事は40億ドルに減額する判決を下したが、彼はこれを事例の実態に照らして判断し総体に過剰な額ではないと結んだ。エクソン社はさらに類例における近年の最高裁の判例に基づいて審理するよう求めたが、これに対しHolland判事は懲罰的損害賠償額を45億ドルプラス金利に引き上げた。
2006年1月27日に第9巡回区連邦控訴裁判所で意見陳述と口頭尋問があり、同年12月22日に懲罰的損害賠償額は25億ドルに引き下げられた。法廷はその理由として最近の最高裁の判決では懲罰的損害賠償額に上限を設けていると述べた。
エクソン社は再度異議を申し立てた。2007年5月23日、第9巡回連邦控訴裁判所はエクソン社の要求を棄却し、同社が25億ドルの懲罰的損害賠償額を受諾すべきとする判決を支持した。同社は最高裁に控訴し、2007年10月26日に判決が出た。
エクソン社の公式見解は、原油流出の原因はあくまで事故であり、同社は原油の除去作業にすでに推定20億ドルを費やし、さらに関連する民事･刑事裁判の裁定に10億ドルを要するとみられ、2500万ドルを超える懲罰的損害賠償は不当であるというものである。原告側弁護士は事故の責任は同社にあり、その理由はプリンス･ウィリアム湾を通過するタンカーの責任者に酔漢を配置したからであると抗弁した。
エクソン社は原油の除去作業と裁判に要した費用の大部分に保険金支払をあて、バルディーズ号の損失分には税控除をした。また、1991年には同社はアラスカ水産業の被害をめぐりシアトルに本社をおく水産業7社と和解金で合意した。合意のなかでエクソン社は7社に対して6375万ドルの支払を保証したが、水産加工業者はエクソンに生じるいかなる懲罰的損害賠償責任についても支払義務を課すことを明記させた。

## 船舶
エクソン・ヴァルディーズ事故後の混乱の中でアメリカ議会は1990年油濁法を可決したが、このなかには100万米ガロン（3,800m3）を超える量の原油を流出した船舶の使用を禁じる条項が盛り込まれた。1998年4月にエクソン社は政府に対して異議申し立ての手続きをとり、バルディーズ号はアラスカへ戻らなければならず、この規制は不当にエクソン社だけを対象にしたものであると主張した（というのはエクソン・ヴァルディーズのほかに該当する船舶がないからである）。油濁法はまた原油タンクと海水の間の隔壁を二重にするダブルハル（二重船殻）設計を段階的に義務化するスケジュールを設定した。ダブルハル構造がエクソン・ヴァルディーズの災害を阻止することはできなかったろうが、沿岸警備隊は調査の結果、流出量を60%程度にまで抑制できたと推定している。
エクソン・ヴァルディーズは曳航されて1989年7月10日にサンディエゴに到着し、7月30日から船体修理が始まり、約1600tの鋼材が交換された。1990年6月にこのタンカーはSea River Meditteranean号と改名され、修理に要した3000万ドルの請求書を残して出航した。この修理費を補填するため映画ウォーターワールド（1995年公開）の撮影セットとして貸し出されている。作中では事故当時の船長の肖像画も登場する。
このタンカーは名称を変更したので2007年8月時点でまだ航海を続けている。これを保有するのはエクソンモービル（エクソンとモービルは1999年に合併）の100%子会社であるSea River Maritime社である。

## 影響

### 環境への打撃

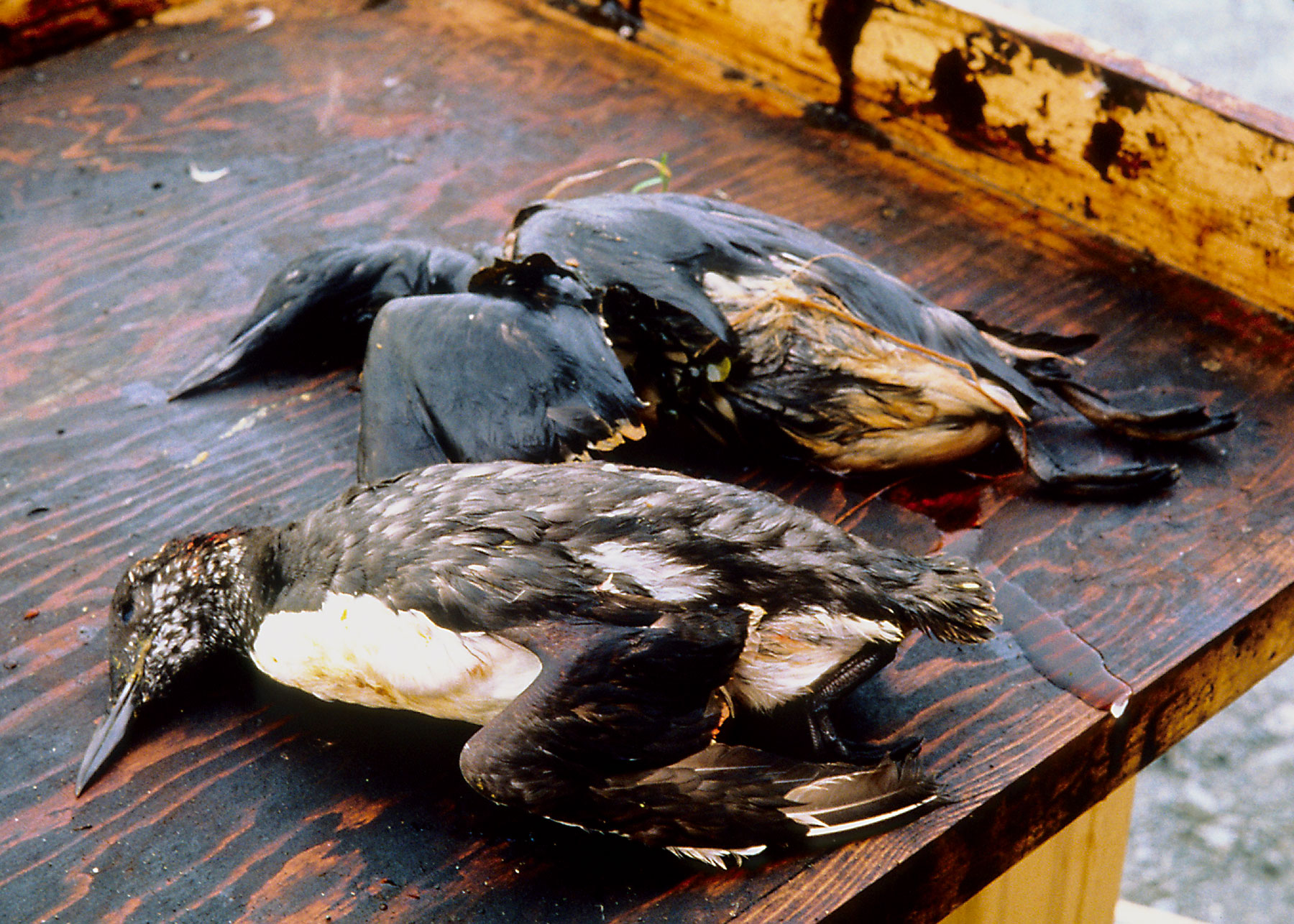
野生生物は原油流出で危機に晒された。

原油流出の長･短期的影響については包括的な調査が行われた。もっとも信頼できる推計によれば、事故後まもなく死亡した野生動物の個体数は次のとおりである。
各種の海鳥25万-50万羽、ラッコ2800-5000頭、カワウソ約12頭、ゴマフアザラシ300頭、ハゲワシ250羽、シャチ22頭、その他サケやニシンの卵の被害は甚大であった。徹底的な原油除去作業によって一年後には現地を訪れる人間の目に触れるような被害の痕跡はほとんど見られなかった。しかし、2019年現在でもその影響を探知することはできる。長期的影響としては、さまざまな海洋動物の個体数減少がある。例えばカラフトマスの個体数は減少したままである。しかしエクソンモービルは2001年のニュースリリースで『プリンス・ウィリアム湾の環境は健全であり、（生物社会も）繁栄している。現地を訪れたものの目には、これがはっきりしており、……。』と述べている。ラッコとカモは事故後何年間も死亡率が上昇したが、これは原油汚染した生物を餌にしたためであろう。動物の多くが汚染された土壌中に埋もれた餌を掘り出すさい原油に曝されていた。
調査者の報告によれば、海岸線に生息するムラサキイガイなどは汚染の影響から回復するために30年を要するかもしれない。原油流出から15年後にノースカロライナ大学の科学者が明らかにした所見は、バルディーズ号から流出した原油による打撃は予想以上に長期間にわたるというものであった。
エクソンモービルは2003年のプレスリリースで、『アラスカやその他各地で得られた科学的知見によれば、原油流出は短期的には深刻な影響を与えるが、環境には驚くべき回復力がある』というコメントを残しているが、科学者、漁業関係者、環境活動家は短期的にも長期的にも深刻な影響があるとみている。

### その他の打撃
全米で約4万人の石油・化学・原子力産業の労働組合員は、議会が包括的な国家エネルギー政策を立法化するまで北極野生生物国家保護区（ANWR）における掘削調査に反対する声明を発表した。流出事故後の混乱のなかでアラスカ州の知事Steve Cowperは、バルディーズ号をはじめ原油を積んだタンカーすべてに対し、プリンス･ウィリアム湾からヒンチンブルック・エントランスまでの区間で2隻のタグボートによるエスコート（先導）を義務化する政令を発した。このプランは1990年代になるとさらに進展し、常時出動していたタグボート2隻のうち1隻を64m（210フィート）のエスコート対応船に置き換えた。バルディーズに寄港するタンカーの過半はいまだにシングルハルのままだが、議会はすでに2015年を期限とする全タンカーのダブルハル構造義務化を立法化した。
現場一帯の海洋生物（特に貝類・タラ・アザラシ）への壊滅的打撃が原因で1991年にはアラスカ先住民のChugach族の経済が破綻した。
不動産査定に使われる各種の手法で汚染された資産の価値が算定され、皮肉にもバルディーズ号原油流出事故の結果としてブラウンフィールドの開発がはじまった。仮想評価法（CVM）とコンジョイント分析が環境破壊に伴う複雑な問題評価の手段として幅広く導入された。
その後、エクソンモービルの内部関係者が事態の深刻さを軽視し、原油流出に関する報告書の内容を改ざんしたことが明るみに出た。